# Teviothead
Teviothead är en ort i Storbritannien.   Den ligger i kommunen Scottish Borders och riksdelen Skottland, i den centrala delen av landet, 500 km norr om huvudstaden London. Teviothead ligger 178 meter över havet och antalet invånare är 198.
Terrängen runt Teviothead är kuperad åt sydväst, men åt nordost är den platt. Teviothead ligger nere i en dal. Runt Teviothead är det mycket glesbefolkat, med 4 invånare per kvadratkilometer. Närmaste större samhälle är Hawick, 13,4 km nordost om Teviothead. Trakten runt Teviothead består i huvudsak av gräsmarker.